# ID2299
ID2299 là một thiên hà hình elip nằm cách Trái Đất 9 tỷ năm ánh sáng. Nó đã được quan sát lần đầu tiên vào tháng 1 năm 2021, thông qua một hiện tượng độc đáo, được gọi là "cái chết" của thiên hà.